# Alerta (Schiff)
Die Alerta ist ein Aufklärungsschiff, das seit 1993 für die Armada Española in Dienst ist. Zuvor war das Schiff von 1985 bis 1990 als Jasmund für die Volksmarine der DDR im Einsatz.

## Geschichte alsJasmund
Das Schiff ist als siebente Einheit der Darss-Klasse von der Neptun Werft in Rostock gebaut worden. Im Vergleich zu den Hochseeversorgern des Projekts 602 hatte die Jasmund einen verlängerten Decksaufbau, achtern einen Radom und anstelle des Schiffskrans einen Mast mit Antennentechnik. Als Ersatz für bereits 1983 außer Dienst gestellte Hydrograph wurde die Jasmund am 15. Mai 1985 für die Vierte Flottille in Dienst gestellt.

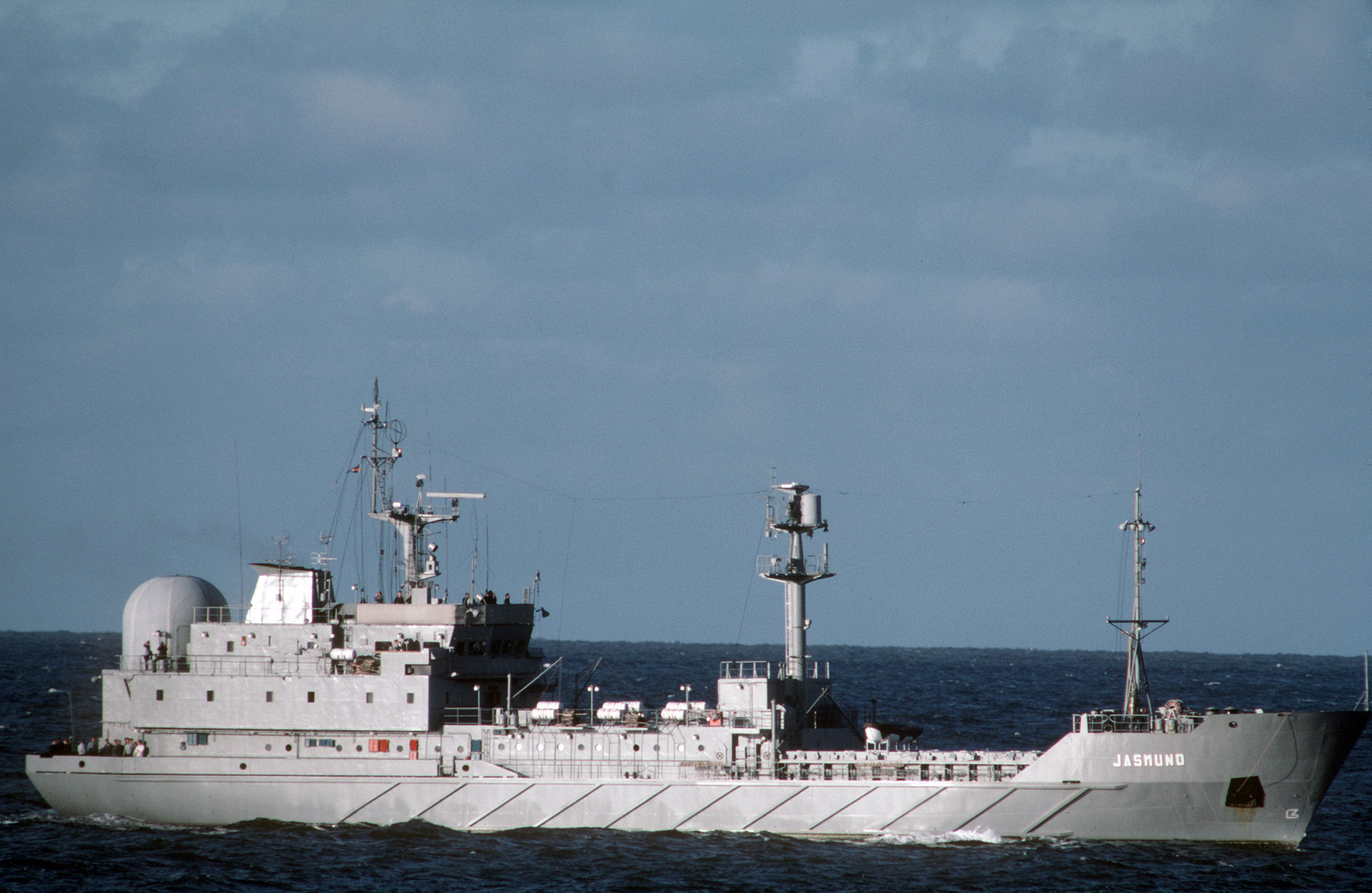
Die Jasmund 1986 mit der ursprünglichen Ausrüstung

Die Jasmund war speziell für die Fernmeldeaufklärung ausgerüstet. Unter dem Radom am Heck befanden sich Einrichtungen, die nur der Hauptabteilung III des Ministeriums für Staatssicherheit zur Verfügung standen. Für den Mobilmachungsfall war die Nachrüstung mit 25-mm-Flugabwehrbewaffnung, bestehend aus drei 2M-3-Geschütztürmen auf der Back und hinter dem Schornstein, vorgesehen.
In den Jahren 1987 und 1988/89 wurde das Schiff jeweils umgerüstet und modernisiert. Zusätzlich installiert wurden eine zweite Radaranlage, ein dieselelektrischer Hilfsantrieb und zwei Starter für Strela-2-Flugabwehrraketen.
Ab Frühjahr 1990 war die Jasmund wegen Personalmangel nicht mehr einsatzbereit und bei der Wiedervereinigung wurde sie nicht von der Bundesmarine übernommen. Ein zunächst geplanter Verkauf nach Ecuador kam nicht zustande und so konnte die spanische Marine den Auflieger 1992 erwerben.

## Geschichte alsAlerta
Das Schiff wurde am 6. Dezember 1992 offiziell als Alerta übernommen und zum Umbau nach Las Palmas de Gran Canaria überführt. Dort wurden die große Radaranlage und der Radom entfernt, die elektronische Ausrüstung und Bewaffnung den spanischen Standards angepasst und der russische Schiffsdieselmotor durch einen Typ 3606 von Caterpillar ersetzt.
Seit der Indienststellung am 15. Juli 1993 gehört die Alerta zu den Einsatzkräften (Fuerza de Acción Marítima) der spanischen Marine und ist in Cartagena stationiert. In den kommenden Jahren soll das Aufklärungsschiff durch einen Neubau der Meteoro-Klasse ersetzt werden.